# Luo Tong
En aquest nom xinès, el cognom és Luo.
Luo Tong   (Yiwu, 193 (Gregorià) - 228 (Gregorià)) va ser un polític i general militar servint sota el senyor de la guerra Sun Quan durant el període de la tardana Dinastia Han Oriental de la història xinesa.

## Biografia
Luo Tong era un nadiu de Wushang (烏傷), Kuaiji (會稽; en l'actualitat Yiwu, Zhejiang). El seu pare Luo Jun (駱俊) va servir com Canceller de Chen (陳) durant la Dinastia Han i va ser mort pel senyor de la guerra Yuan Shu. La mare de Luo Tong es va tornar a casar amb l'oficial Hua Xin així Luo Tong es va traslladar de nou cap a Kuaiji. Quan Luo Tong marxà, la seva mare se'l mirava des de la distància, però Luo mai es va girar per acomiadar-se. Quan algú li digué que la seva mare hi era darrere seu, Luo Tong va dir, "No volia que ma mare em trobés a faltar, per això no miraré enrere." (不欲增母思，故不顧耳)
Quan Sun Quan es va convertir en Administrador de Kuaiji, Luo Tong que tenia 20 anys va tractar d'assumir el càrrec de Canceller de Wucheng (烏程) i ho va fer bé governant les milers de persones que vivien a la zona. Sun Quan va quedar impressionat i reclutà a Luo Tong per ser un Oficial del Mèrit (功曹) sota ell i el va designar com a Comandant de Cavalleria (騎都尉) en funcions. Luo Tong es va casar amb la filla del seu cosí major Luo Fu (駱輔). Luo Tong més tard es convertí en General de la Casa que Construeix Lleialtat (建忠中郎將) i fou posat a càrrec de 3.000 homes. Quan Ling Tong va transir, Luo Tong va prendre el comandament de les tropes de Ling. Quan es va estendre la pesta, Luo Tong va escriure a Sun Quan demanant baixar els impostos i reduir el treball, per tal de disminuir la càrrega de la gent comuna. Sun Quan va estar d'acord.
Luo Tong va participar en la batalla de Xiaoting en el 222, on ell va seguir a Lu Xun en l'atac sobre l'exèrcit de Liu Bei a Yidu (宜都). Ell va ser promogut a Tinent General (偏將軍) per les seves contribucions. Quan Cao Ren envaí Ruxu (濡須), Luo Tong va enviar al seu segon Chang Diao (常雕) per engegar un atac sorpresa sobre Zhongzhou (中洲), mentre el mateix Luo i Yan Gui (嚴圭) resistien amb èxit els atacs de l'enemic. Pels seus assoliments, Luo Tong va ser nomenat Comandant de l'Àrea de Ruxu (濡須督) i va rebre el títol de Marquès de Xinyang (新陽亭侯).
Luo Tong va faltar en el 228 a l'edat dels 36 anys.